# Muriel Cruz
Carmen Muriel Cruz Claros (Montero, Bolivia; 16 de julio de 1986) es una reina de belleza, modelo, dirigente, activista y política boliviana. Ocupó el cargo de  diputada nacional plurinominal en la Asamblea Legislativa Plurinacional de Bolivia desde el 22 de enero de 2015 hasta el 8 de noviembre de 2020 en representación del Departamento de Santa Cruz durante el tercer gobierno del presidente Evo Morales Ayma. Fue también la Miss Bolivia Internacional 2003.

## Biografía
Muriel Cruz nació el 16 de julio de 1986 en la localidad de Montero en el Departamento de Santa Cruz. Salió bachiller del Colegio Gabriel René Moreno de su ciudad natal. En 2002, a sus 16 años empezó en el modelaje en donde fue elegida como Miss Montero de ese año. Al año siguiente, Cruz participa en el Miss Santa Cruz 2003 en donde logró ganar el título de Srta. Santa Cruz.
Con ese título representó a su departamento en el principal certamen de belleza del país Miss Bolivia 2003 en donde salió en tercer lugar coronándose como la Miss Bolivia Internacional 2003.
Fruto de su relación con su anterior pareja (Javier Moreno) tuvo a su primera hija en el año 2006 y en el año 2008 nació su segundo hijo. El 25 de noviembre de 2017 contrajo matrimonio con José Luis Cantero Dorado y el 24 de febrero de 2019 nació su tercer hijo José.

## Carrera política

### Concejal de Montero (2010-2014)
Muriel Cruz ingresó muy tempranamente a la vida política del país, siendo todavía una joven de apenas 24 años de edad en 2010. Ese mismo año participó en las elecciones subnacionales como candidata al cargo de concejal en el municipio de Montero por el partido del Movimiento Nacionalista Revolucionario (MNR). Logró ganar y acceder a dicho cargo posesionándose el 31 de mayo de 2010. 

#### Presidenta del concejo municipal de Montero (2013-2014)
El 20 de junio de 2013, Muriel Cruz fue elegida como la nueva presidenta del concejo municipal de Montero (el segundo municipio más poblado del Departamento de Santa Cruz). Estuvo en el cargo hasta el 20 de febrero de 2014.

### Diputada Plurinominal de Bolivia (2015-2020)
El 11 de febrero de 2014 Muriel Cruz se unió como militante en las filas del partido del Movimiento al Socialismo (MAS) en donde fue candidata a diputada plurinominal por el Departamento de Santa Cruz. Salió ganadora logrando el curul de tercera diputada plurinominal por el Departamento de Santa Cruz en la Asamblea Legislativa Plurinacional de Bolivia.

### Coronavirus
El 13 de junio de 2020, mientras se encontraba repartiendo  víveres entre la población más vulnerable de Montero, Muriel Cruz se infectó con el Coronavirus siendo contagiada con la mortal enfermedad al igual que su padre.